# Naughty Neighbors
Pour plus de détails, voir Fiche technique et Distribution.
Naughty Neighbors est un court métrage d'animation de la série américaine Looney Tunes réalisé par Bob Clampett, produit par les Leon Schlesinger Productions et sorti en 1939.

## Fiche technique
- Titre : Naughty Neighbors
- Réalisation : Bob Clampett
- Date de sortie :
  - États-Unis : 1939